# Гейдарабад
Гейдарабад (азерб. Heydərabad) — посёлок в Азербайджане, административный центр Садаракского района Нахичеванской Автономной Республики. Посёлок был заложен ещё в конце 1970-х гг. близ села Садарак. Название получил в честь бывшего президента Азербайджана Гейдара Алиева. 5 октября 2010 года состоялось открытие нового посёлка, в котором принял участие президент Азербайджана Ильхам Алиев.
В посёлке расположены административные здания Садаракского района, создана вся инфраструктура. Также в посёлке построены и переданы жильцам района десятки новых домов. К каждому дому прилегает приусадебный участок площадью тысяча квадратных метров, предусмотренный для хозяйственных нужд жильцов. В двухэтажные дома проложены линии телефонной связи, газо-, энерго- и водоснабжения.